# Doamna Elena Ecaterina Rareş
Doamna Elena Ecaterina Rareş, död 1553, var regent i Moldavien 1551-1553. 